# 릴라 다운스
릴라 다운스, 또는 라라 다운즈(스페인어: Lila Downs, 1968년 9월 9일 오아하카주 틀락시아코 ~ )는 멕시코의 가수이다. 1994년 1집 앨범 《Ofrenda》로 데뷔한 후 1999년 첫 정규 음반 《La Sandunga》으로 라틴 아메리카와 스페인에서 큰 명성을 얻었고, 이어 2000년 발매한 두 번째 정규 음반 《Tree of Life》는 세계적으로 3만 장 이상이 팔리며 성공을 거뒀다. 2001년 《Border》는 영어로 발매되어 세계적으로 300만 장이 판매되었으며 이후 2004년에 발매된 《One Blood》와 2006년에 발매된 《La Cantina》에서도 인기를 이어가 55개의 나라에서 1위를 차지했다. "Cumbia del Mole"는 2000년대 최고의 싱글 중 하나로 꼽힌다. 2008년 여섯 번째 정규 앨범 《Shake Away》와 2011년 일곱 번째 정규 앨범 《Pecados y Milagros》도 각각 2만장, 3만장의 판매고를 올리며 꾸준한 인기를 얻고있다.

## 음악 활동
1968년 9월 9일 멕시코 오아하카주에서 태어난 릴라 다운스는 멕시코, 인디언계 가수 산체스 카바레의 딸로, 8세 때부터 노래를 시작했다. 이후 그녀의 재능에 14세에 로스 앤젤레스로 이주하게 되었지만 16세에 그의 아버지가 세상을 떠나며 다시 오아하카주로 돌아왔다. 이후 뉴욕 미노세타 대학에서 인류학을 공부한 뒤, 고국으로 돌아와 《La Trova Serrana》라는 그룹을 결성한다. 이때 같은 그룹의 섹소포니스트 폴 코헨(Paul Cohen, 미래의 남편)과 함께 오아사카, 필라델피아, 캘리포니아의 바, 레스토랑등에서 노래를 부르며 투어를 하는 등 좋은 평가를 받았다.
1994년 첫 앨범 《Ofrenda》를 발매했다. 이 앨범은 LP와 카세트로만 발매되었고, 1996년에 발매한 라이브 앨범 《Azulao : En Vivo con Lila Downs》이 그녀의 첫 CD 앨범이었다.
재즈와 블루스를 포함한 멕시칸 음악이 담긴 그녀의 첫 정규앨범 《La Sandunga》는 1999년에 발매되었는데 이 앨범으로 그녀는 큰 명성을 얻게 되었다. 또한 영화 《그린스톤》의 OST에도 참여하여 전세계적으로 50만장의 판매고를 올렸다.
2000년에 발매된 두번째 정규 앨범 《Tree of Life》는 3만장 이상이 팔려나가며 그녀의 무대를 세계로 넓혔고, 마침내 2001년 영어로 된 첫 앨범 《Border》를 발매하기에 이르렀다. 이 앨범에 수록된 음악은 세계 음악 순위 7위에 랭크되며 좋은 반응을 얻었다.
2004년 《One Blood》를 발표하였다. 이 앨범에 수록된 'La Bamba', 'Viborita', 'La Cucaracha' 등의 트랙이 많은 인기를 얻었으며 릴라 다운스의 최고의 히트 앨범이 되었다.
2006년에 발매한 《La Cantina》는 멕시코, 미국, 캐나다, 영국 등에서 차트순위 상위에 랭크되었고, 2008년에 발매한 《Shake Away》는 라틴계 국가에서 판매 순위 6위에 랭크되었다. 2010년 라이브 앨범 《Lila Downs y la Misteriosa en Paris - Live à FIP》를 출시하여 3주간 DVD 판매순위 1위를 기록하였으며 이후 2010년도 최고의 앨범 설문조사에서 1위를 기록하기도 했다.
2011년 10월 18일 《Pecados y Milagros》가 발매되었다. 발표와 동시에 빌보드 차트 200에서 52위를 기록하게 되며, 빌보드 라틴 앨범 1위 자리를 3주 동안 지켰다. 미국에서 6만장, 전세계적으로 29만장의 판매를 기록했다.

## 음반 목록
- La Sandunga (1999)
- Tree of Life (2000)
- Border (2001)
- One Blood (2004)
- La Cantina (2006)
- Shake Away (2008)
- Pecados y Milagros (2011)

## 콘서트 투어
- 2000–2001: Tour Árbol de la Vida
- 2005-2006: Tour Una Sangre
- 2008–2009: Tour Black Magic Woman
- 2011–2012: Pecados y Milagros World Tour